# Йозеф Грое
Йозеф Грое (Josef Grohé; 6 листопада 1902, Гемюнден — 27 січня 1987, Кельн) — партійний і державний діяч Третього Рейху, гауляйтер гау Кельн-Аахен (Мозельланд) (31 травня 1931 — 8 травня 1945), райхскомісар окупованих областей Бельгії та Північної Франції (13 липня 1944 — вересень 1944), почесний обергруппенфюрер НСКК (1943).

## Біографія
Йозеф Грое був дев'ятим з 12 дітей дрібного селянина-крамаря. Відвідував народну школу в Гемюндені. Крім навчання в школі, допомагав батькам у сільському господарстві. Після закінчення школи був комерційним службовцем у галузі залізних виробів у Кельні.
У 1914—1918 роках служив у поштовій службі, з весни 1918 року — доброволець у ВМФ. На дійсну службу його прийняли 16 листопада 1918 року, тому Грое не встиг взяти участь у Першій світовій війні. З грудня 1919 року служив у приватних фірмах, менеджер з торгівлі. У 1921 році вступив у Німецький народний союз оборони і наступу (DVSTB). У серпні 1921 року разом з кількома членами DVSTB вступив у НСДАП і був співзасновником місцевої групи НСДАП у Кельні, яка, однак, була визнана вищим керівництвом НСДАП в Мюнхені тільки 3 лютого 1922 року. З січня 1923 був керівником відділу в «Генінг ГмбХ».
Під час Рурського конфлікту 1923 року Грое активно брав участь у партизанській боротьбі проти французької окупації Рура. Після участі в підриві французького поїзда з вугіллям між Бедбургом і Ельсдорфом Грое втік до Мюнхена, де вперше зустрівся з Адольфом Гітлером. Оскільки його співучасть у підриві поїзда не було розкрито, Грое зміг скоро знову повернутися в Кельн.
З грудня 1923 року Грое брав активну участь у нацистському русі. Після заборони НСДАП в кінці 1923 року заснував «Німецьке народне виборне об'єднання», яке в березні 1924 року увійшло в Німецький соціальний блок. 27 лютого 1925 року відновився в НСДАП (партійний квиток № 13 340). З 1925 року — заступник гауляйтера Роберта Лея. У 1926—1931 роках — головний публіцист «Західнонімецького спостерігача» (нім. Wegtdeutschen Beobachter). З 17 листопада 1929 року — член міської ради Кельна і керівник фракції НСДАП.
З 31 травня 1931 по 8 травня 1945 року — гауляйтер Кельна-Аахена (Мозельланд). З 24 квітня 1932 року — прусський державний радник. З 12 листопада 1933 року — член Рейхстагу від Кельна-Аахена. З 1933 року — член Прусського ландтагу і уповноважений від Рейнської провінції в Рейхстазі.
У часи націонал-соціалізму Грое був справжнім володарем в Кельні і гау, несе відповідальність за переслідування політичних противників, придушення церкви і позбавлення прав євреїв на підвладній йому території.
З 22 вересня 1939 року — імперський комісар оборони 6-го військового округу (Кельн-Аахен). З 16 листопада 1942 року — імперський комісар оборони гау Кельн-Аахен. Одночасно був державним комісаром Кельнського університету і членом Наглядової ради «Rheinischen Heimstfltten GmbH».
Через невдоволення гітлерівського керівництва «слабким» генерал-губернатором окупованої Бельгії генералом Александром фон Фалькенгаузеном 13 липня 1944 року Грое був призначений райхскомісаром окупованих областей Бельгії та Північної Франції, а 19 липня 1944 року перевів свою штаб-квартиру в Брюссель. Оскільки вже 3 вересня 1944 року Брюссель був звільнений союзниками, Грое автоматично втратив нову посаду.
Хоча Грое і закликав навесні 1945 року до боротьби проти американських військ, 5 березня 1945 при наближенні союзників він втік на моторному човні з розташованого на лівому березі Рейну Кельна ще до початку евакуації цивільного населення. З цього приводу Йозеф Геббельс відзначав у своєму щоденнику 4 квітня 1945 року що «незважаючи на урочисті запевнення, Грое не захищав свого гау. Він покинув його ще до евакуації цивільного населення, а тепер розігрує з себе великого героя.»
15 квітня 1945 року в штаб-квартирі генерал-фельдмаршала Вальтера Моделя висловився за негайне перемир'я. З травня 1945 року переховувався під виглядом сільськогосподарського робітника Отто Грубера в Гессені. 25 серпня 1946 року був заарештований американською владою. 7 травня 1947 року засуджений до 22 місяців в'язниці. 30 вересня 1949 року звільнений. 18 вересня 1950 року на суді в Білефельді був засуджений до 4.5 років в'язниці за приналежність до корпусу керівників НСДАП і відразу ж був амністований. Після звільнення працював представником торгової фірми в Кельні.
На початку 1950-х років входив у змовницьку нацистську організацію «Гурток Наумана».

## Нагороди
- Золотий партійний знак НСДАП
- Медаль «За вислугу років у НСДАП» в бронзі та сріблі (15 років)
- Медаль «У пам'ять 1 жовтня 1938»
- Хрест Воєнних заслуг
  - 2-го класу
  - 1-го класу (30 січня 1941)
  - 2-го класу з мечами
  - 1-го класу з мечами (2 липня 1942) — за діяльність з постачання цивільного населення.